# Поухатан (вождь)
Поухата́н, также известен под именем  Вахунсунако́к (1549, Ценокомоко — 1618) — вождь нескольких алгонкиноговорящих индейских племён на территории современного американского штата Виргиния. Одна из его жён, Хелева, была матерью Покахонтас. Умер в возрасте приблизительно 69 лет, имея, по сообщениям, 87 детей.
Отец Поухатана путём завоевания подчинил соседние племена, чтобы сформировать из них союз племён во главе с собой. Поухатан продолжил политику экспансии, подчинив своей власти более тридцати племён и установив свою власть на огромной территории: на западе границей его владений была река Раппаханнок, на севере — Чесапикский залив, на юге — пролив Альбемарле. В целом власть Поухатана распространялась на почти две сотни деревень, населённых девятью тысячами человек.
В 1607 году англичане основали в Северной Америке поселение Джеймстаун. Поухатан изначально пытался поддерживать хорошие отношения с европейцами, но постепенно стала нарастать напряженность и между индейцами и англичанами даже начались столкновения. В попытке улучшить ситуацию одна из дочерей Поухатана, Покахонтас, была выдана замуж за английского колониста Джона Рольфа. Это привело к временному установлению мира между индейцами и колонистами. Однако после смерти Поухатана его сводный брат Опечанканау вновь начал войну с англичанами.